# Метагенез (біологія)

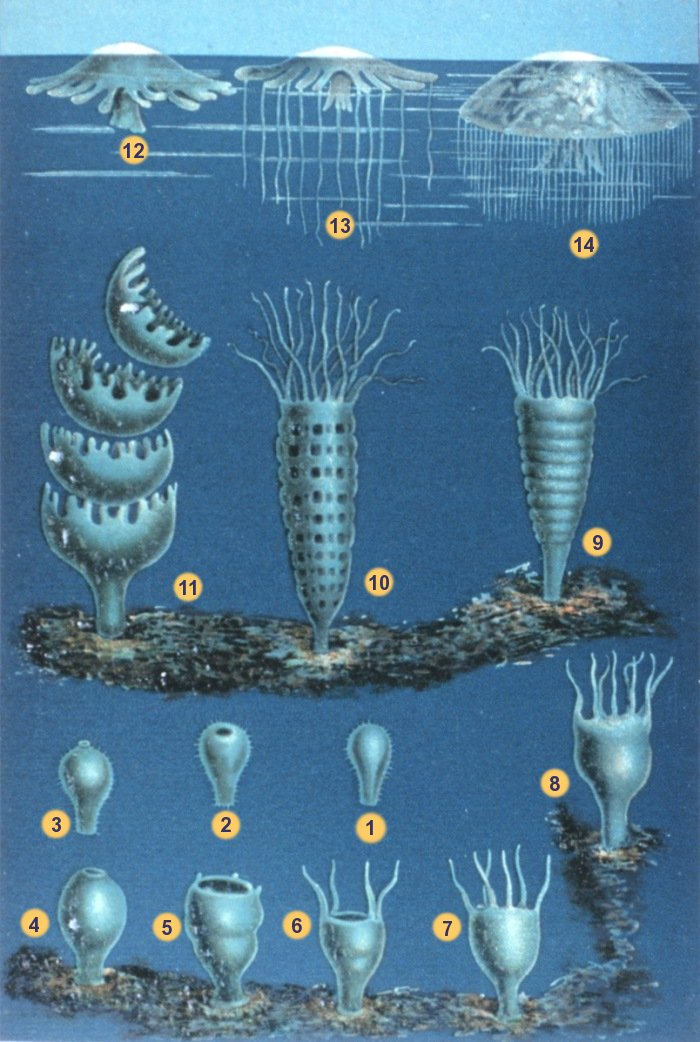
Життєвий цикл сцифоїдних: 1—11 — нестатеве покоління (поліп), 12—14 — статеве покоління (медуза)

Метагенез — одна з форм вторинного чергування поколінь, за якої покоління особин, які розмножуються статевим шляхом, замінюються поколінням особин, які розмножуються нестатевим шляхом.

## Приклади
Найбільш відомі метагенетичні цикли розвитку жалких, покривників, а серед найпростіших — фораменіфер.
У гідроїдних та сцифоїдних до статевого покоління відносяться медузи, до нестатевого — поліпи.
Менш традиційними прикладами метагенезу є малощетинкові черви, які мають епітокні стадії, а також паразитичні плоскі черви, які розмножуються на личинкових стадіях. Наприклад, у цестод, розвиток яких пов'язаний з формуванням личинок типу ценура або ехінокока, у процесі життєвого циклу відбувається розмноження нестатевої міхурчатої стадії, яка шляхом брунькування дає велику кількість дочірніх головок (сколексів); доросла особина розмножується статевим шляхом.